# Geeraard Van Den Daele
Geeraard (Gerard) Léonce Van Den Daele, né à Courtrai le 21 juillet 1908 et mort à Gand le 1er octobre 1984 à 76 ans, est un homme politique belge du CVP,,,,.

## Biographie

### Vie privée
Geeraard Van Den Daele habitait en Belgique à Gand en Région flamande (Prudens van Duyseplein 12). Il avait un frère du nom de Van Den Daele Albert (1904 – 1978). Il s’est marié le 25 septembre 1937 avec Esther Mertens. Leur lune de miel s’est déroulée en Italie (dans les villes de Rome, Venise, Milan). Entre 1938 et 1944 le couple a eu 5 enfants (3 filles et 2 garçons) : Magdalena (1938), Rita (1939), Anna (1941), Hugo (1942), Gabriël (1944),,.

### Études
Geeraard Van Den Daele a été à l’école primaire à Edelare et a fait ses études secondaires au Collège Sainte-Marie (Sint-Mariacollege) à Audenarde. Il a ensuite entamé des études supérieures. De 1928 à 1929, il a fait des études d’assistant social à l’École sociale de Heverlee (Centrale Hogeschool voor Christelijke Arbeiders Heverlee). Ensuite, de 1932 à 1935 il a fait des études de droit et a obtenu son diplôme par le biais de la Commission centrale d’examen. Enfin, de 1941 à 1942, pendant la Seconde Guerre mondiale, il a également acquis un diplôme en sciences administratives, une licence en notariat et en sciences politiques à l’Université de Gand,,.

### Parcours professionnel et carrière politique
Au niveau professionnel, Geeraard Van den Daele a été conseiller social ainsi que secrétaire adjoint de l’Association des travailleurs de la ville de Gand. Il a également été secrétaire du syndicat régional de Gand et secrétaire adjoint de l’Association générale des travailleurs chrétiens à Bruxelles (MOC). Durant l’occupation allemande pendant la Seconde Guerre mondiale, il a aussi pris part au travail social clandestin,.
Geeraard Van Den Daele a eu une longue carrière politique. Il devient en 1946 député du Parti populaire chrétien (CVP) dans la ville de Gand. Ensuite il a eu deux mandats consécutifs en tant que ministre du Travail et des Soins sociaux, d’abord de 1950 à 1952 et ensuite de 1952 à 1954. En 1958, il devient conseiller communal de Gand. Enfin, en 1959 et 1970, il devient respectivement échevin du port (pendant 11 ans) et bourgmestre de Gand dans une coalition CVP-BSP (parti populaire chrétien et parti socialiste belge). De 1961 à 1964 et de 1965 à 1966, il a été un membre du conseil consultatif interparlementaire du Benelux. Il s’est également engagé en tant que membre du Sénat en 1965. Il a cependant dû quitter sa fonction de parlementaire en 1971 en raison de l’interdiction du cumul des fonctions que lui imposait son parti (CVP). En 1970, il a fondé un centre d’étude et de documentation flamand chrétien « Christelijk Vlaams Studie en Documentatiecentrum ». Ce centre a été créé dans le but de rapprocher les Flamands catholiques et de redorer l’image du CVP qui avait perdu en popularité,,,.
Après la guerre, Geeraard Van Den Daele faisait partie des premiers députés flamands à s’être positionné et à avoir lutté contre la répression et la législation sur l’épuration à la fin de la Seconde Guerre mondiale. L’épuration civique a été instaurée en 1945 dans le but de punir toutes les personnes ayant collaboré avec les Allemands pendant la guerre, et afin que la procédure judiciaire soit réalisée de manière plus rapide,,.
Il a également lutté pour des relations linguistiques équitables et un ajustement des sièges. Dans cette lutte, Van Den Daele en 1961 lorsqu’il était président du CVP à la chambre « CVP-Kamergroep », a été à l’encontre du programme proposé par le gouvernement bipartite social chrétien-socialiste de Théo Lefèvre (parti PSC-CVP). Le gouvernement de Théo Lefèvre s’est penché sur les grandes lois linguistiques ainsi que sur les communes à facilités et la fixation définitive d’une frontière linguistique consacrée par la loi du 6 avril 1962.Geeraard Van Den Daele estimait que le programme n’allait pas assez loin dans l’apport des garanties pour les Flamands notamment au niveau de l’amélioration des relations linguistiques,,.
Après des pourparlers secrets (au château Hertoginnedal) qui ont abouti aux lois linguistiques en 1963, Geeraard Van Den Daele et ses collègues, du même parti se sont opposés à l’adoption des projets de lois linguistiques prévus sous le gouvernement Lefèvre. Ils ont estimé que les inconvénients de ces projets de loi étaient largement supérieurs à leurs avantages. En effet, il faisait partie d’un « groupe des huit » (Groep Van Acht) avec 7 autres hommes politiques également appelés « les champions flamands du CVP ». Ils étaient membres du parti (CVP) et ce groupe amenait de nouvelles idées pour tenter de régler les diverses questions flamandes. Il y avait notamment Leo Lindemans, Jan Verroken, Gastion Eykens, Corneel Verbaanderdet et Alfons Verbist. L’objectif que poursuivait le « groupe des huit » portait principalement sur l’amélioration et le développement de la législation linguistique. Pour faire valoir leur point de vue, ils ont tout d’abord signé une pétition par laquelle ils acceptaient de donner leur soutien au gouvernement de 1960 seulement si celui-ci promettait de s’impliquer davantage dans les problématiques flamandes notamment au niveau ministériel et s’il assurait une parité linguistique au conseil des ministres. Ils ont aussi proposé divers projets et solutions concrètes. Une rencontre avec chaque membre du groupe était d’ailleurs prévue sous forme de réunion chaque semaine afin de pouvoir réagir efficacement à l’actualité politique de l’époque,.
De plus, Geeraard Van Den Daele était totalement contre le système d’installations à Bruxelles et pensait que la parité dans la haute gestion du gouvernement de l’État porterait fortement atteinte aux intérêts des fonctionnaires flamands. Il était également contre la révision de la Constitution de 1970 qui a mené à un État fédéral composé de trois parties (Flandre, Bruxelles et la Wallonie). Il a ensuite donné sa démission étant donné que ses idées n’étaient pas en accord avec son parti.
Geeraard Van Den Daele en tant qu'échevin du port de Gand et par la suite bourgmestre de Gand a joué un rôle dans la recherche d’un emplacement pour l’usine « Volvo Cars Gent ». En effet, dans les années 60 l’entreprise Volvo a choisi la ville de Gand pour implanter une de ses usines compte tenu de sa place centrale dans la communauté économique européenne. Cela a permis de favoriser l’expansion et le développement de la ville tout comme celui de son port. ,

## Distinctions
Geeraard Van Den Daele a reçu diverses distinctions :
- Grand-croix dans l’Ordre de la Couronne
- Grand Officier de l’Ordre de Léopold
- Médaille commémorative de la guerre 1940-1945
- Médaille de la Résistance 1940-1945
- Médaille civique de 1ère classe.
- Grand-croix de l'Ordre d'Orange Nassau (Pays-Bas)
- Grand Officier de l'Ordre de l’Étoile de la solidarité italienne
- Commandeur de l'Ordre de l'Empire britannique

## Prédécesseurs et successeurs

### Ministre du Travail et de la Sécurité sociale
Geeraard Van Den Daele a été ministre du Travail et de la Sécurité sociale pendant 4 ans de 1950 à 1954, 2 ans sous le gouvernement Pholien et 2 ans sous le gouvernement Van Houtte. Il était membre du parti chrétien-démocrate et flamand (CVP), aujourd’hui appelé CD&V. Il a précédé Oscar Behogne (1949-1950) membre du parti social-chrétien (PSC), aujourd’hui appelé centre démocrate humaniste (CDH). Son successeur fut Léon-Eli Troclet (1954-1958) partisan du parti socialiste belge (PS).

### Bourgmestre de Gand
Geeraard Van Den Daele a été bourgmestre de Gand de 1971 à 1976. Il a succédé à Emile Clayes (1946-1952) qui était lui aussi membre du parti catholique. Après lui, c’est Placide de Paepe, démocrate-chrétien, qui a été bourgmestre de la ville de Gand (1977 – 1982).